# Chùa Cao
Chùa Cao hay còn gọi là chùa Linh Thông thuộc địa phận thôn Ninh Sơn - TT Chúc Sơn, Sư trụ trì là Đại đức Thích Đạo Phong. chùa nằm trên đỉnh núi Phượng Hoàng (núi Ninh) với địa thế trên cao du khách tới thăm chùa có thể ngắm toàn cảnh thị trấn Chúc Sơn và các xã lân cận.
Hiện nay chùa đã được đại đức Thích Đạo Phong phục hồi và tu sửa nghiêm trang. ở chùa còn có quả chuông năng 1,5 tấn, là quả chuông có trọng lượng lớn nhất ở khu vực, đường lên chùa cũng đã được dân làng và khách thập phương phát tâm sửa sang, hiện nay ôtô của du khách có thể lên tới sân chùa. tới thăm chùa du khách sẽ được thưởng thức không khí trong lành, yên tĩnh như được rời xa chốn đời thường ồn ào náo nhiệt để thả mình vào không gian yên tĩnh chốn linh thiêng. được nghe tiếng chuông chùa mà ai nay đều cảm thấy yên bình và thanh thản.